# 大宮インターチェンジ
大宮インターチェンジ（おおみやインターチェンジ）は、千葉県千葉市若葉区にある千葉東金道路のインターチェンジである。大宮台・国道126号（東金街道）方面は大貨等（大型貨物自動車、特定中型貨物自動車および大型特殊自動車）の通行が禁止されている。
千葉東金道路開通時には共用されておらず本路線で唯一後に追加されたインターチェンジとなっている。
また当時は千葉東金道路自体がIC番号を振っていなかったため「-1」等の追加番号にはなっていない。

## 周辺
- 国道126号（東金街道）
- 千葉外房有料道路平山インターチェンジ

## 隣
E82 千葉東金道路
(1)千葉東IC - (2)大宮IC - (3)高田IC